# نمایشگاه بین‌المللی خودروی آمریکای شمالی

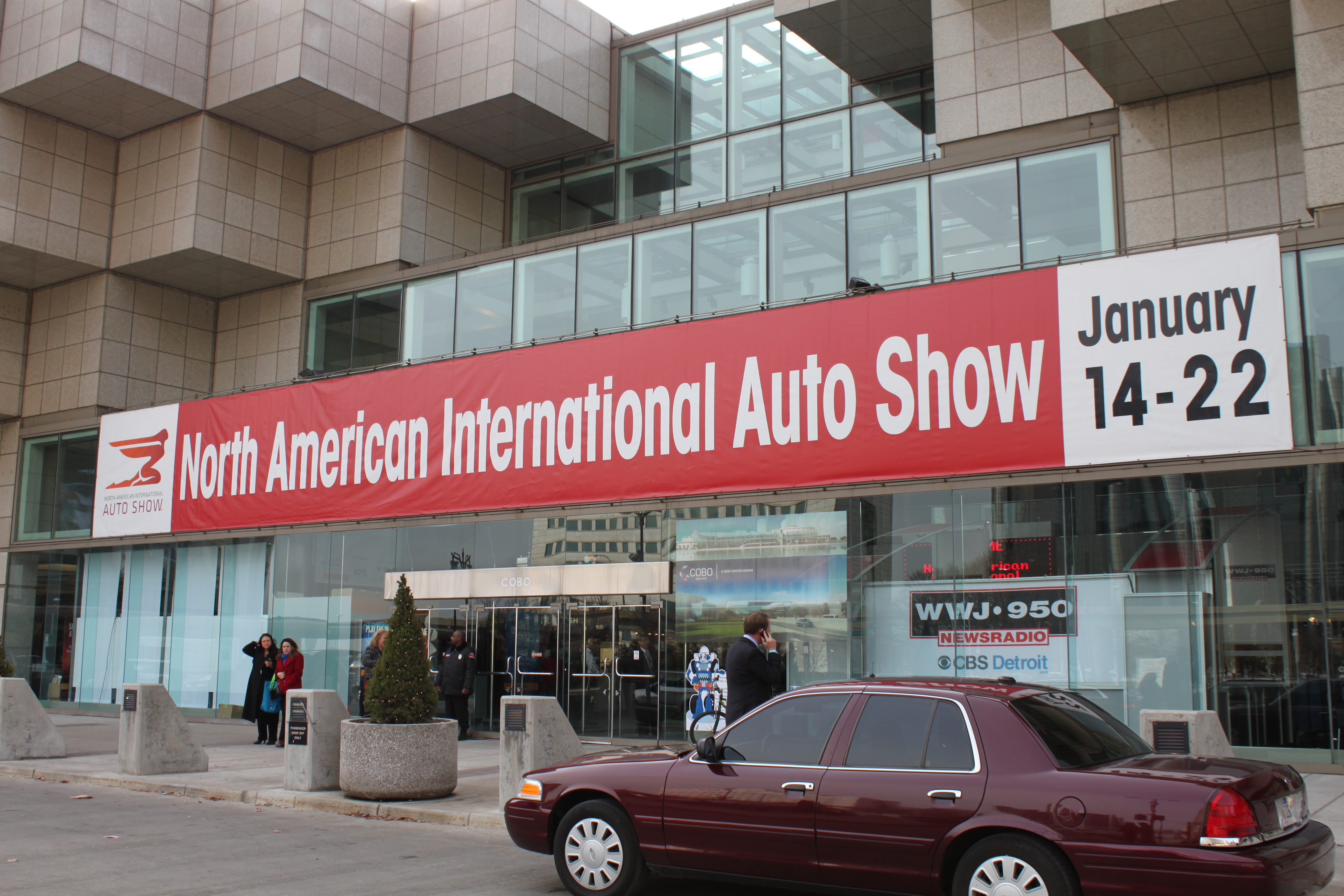

نمایشگاه بین‌المللی خودروی آمریکای شمالی (به انگلیسی: North American International Auto Show) معروف به نمایشگاه اتومبیل دیترویت (به انگلیسی: Detroit Auto Show) تأسیس ۱۹۰۷ میلادی نام یک نمایشگاه معروف خودرو است که هر ساله در ماه ژانویه در شهر دیترویت در میشیگان برگزار می‌شود.

## نگارخانه

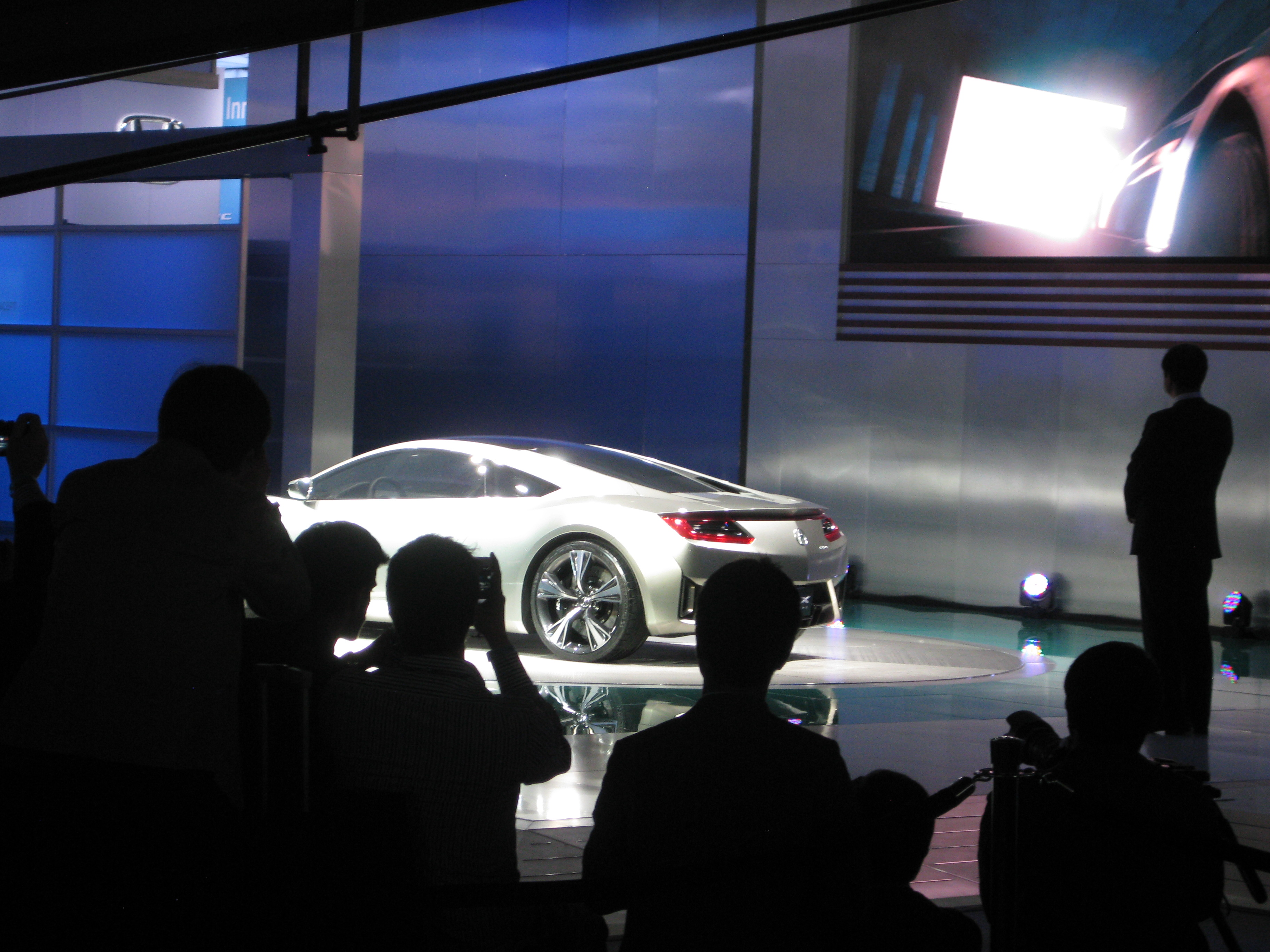
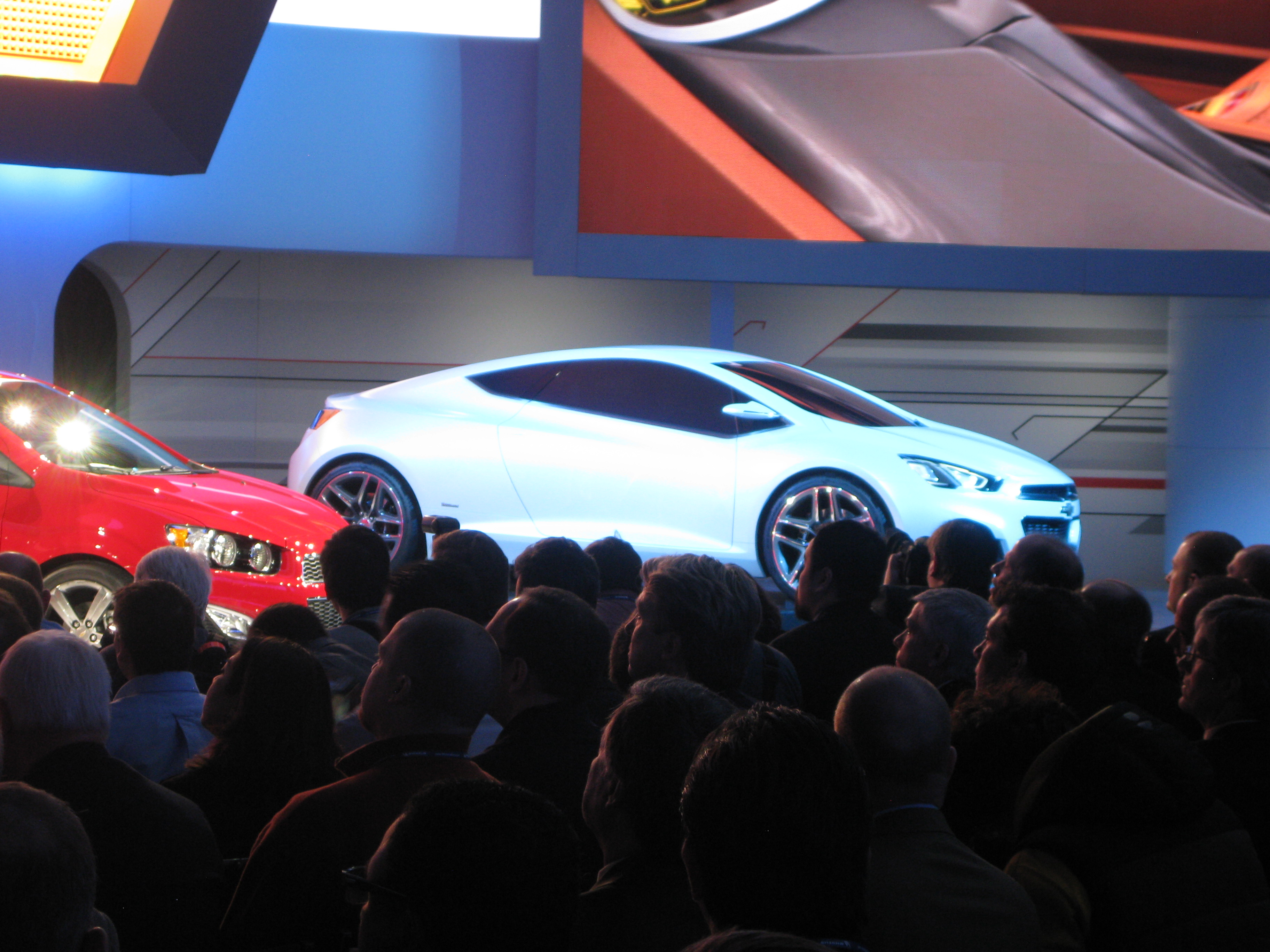